# Центральный элемент (теория музыки)
Центральный элемент (ЦЭ), также Центральный элемент системы (ЦЭС), в русской теории музыки – понятие об основном элементе звуковысотной системы, прежде всего мажорно-минорной тональности, но также других систем, не сводимых к классико-романтическим мажору и минору (например, в симметричных ладах). Понятие разработано в трудах Ю. Н. Холопова и учеников его школы.

## Краткая характеристика
В мажоро-минорной тональности классико-романтической эпохи ЦЭ является мажорное или минорное тоническое трезвучие. В так называемой новой тональности XX века роль центрального элемента могут выполнять созвучия различной структуры (в том числе, нетерцовой). Например, в одной из вариаций во II части Третьего фортепианного концерта С.С.Прокофьева роль ЦЭ исполняет структура c-e-fis-h. Наконец, центральный элемент может быть, а тональности может и не быть. Общий принцип гармонии XX века Холопов определяет как «образование системы отношений на основе свойств целесообразно избранного центрального элемента». В звуковысотных системах, не сводимых к мажорно-минорной тональности, вместо «тоники» Холопов предлагает пользоваться «осторожным» (sic) термином «центральное созвучие». Примеры центральных созвучий в посттональной музыке: синтетаккорд Н. А. Рославца, Прометеев аккорд А. Н. Скрябина.

## Составляющие центрального элемента
- единичный тон и мелодическая группа тонов — мелодическая тоника;
- единичный консонирующий аккорд и группа аккордов (два или более);
- единичный диссонирующий аккорд и группа аккордов — гармоническая тоника[5][6][7].